# Synchiropus altivelis
 Synchiropus altivelis és una espècie de peix de la família dels cal·lionímids i de l'ordre dels perciformes.

## Morfologia
- Els mascles poden assolir 17 cm de longitud total i les femelles 13.[1][2]

## Hàbitat
És un peix demersal i d'aigües profundes que viu entre 70-600 m de fondària.

## Distribució geogràfica
Es troba a Austràlia, la Xina, Indonèsia, el Japó, Corea, Malàisia, Nova Caledònia, les Seychelles, Taiwan i el Vietnam.

## Observacions
És inofensiu per als humans.